# Фолквин II фон Шваленберг
Фолквин II фон Шваленберг (на немски: Volkwin II von Schwalenberg; * 1125; † 1177/1178) е от 1137 г. граф на Шваленберг, шериф на Мариенмюнстер, Аролзен, Падерборн, Бусдорф, Герде и Корвей, и като Фолквин I граф на Валдек от 1180 до 1185 г., основател на Дом Валдек. Неговите наследници се наричат от 1180 г. графове на Валдек.

## Произход и наследство
Той е големият син на граф Видекинд I фон Шваленберг († 1136/1137) и съпругата му Лутруд фон Итер († 1149), правнучка на херцог Херман Билунг и на император Ото I, дъщеря на граф Гумберт фон Итер, граф на Варбург, и Гепа (Герберге) фон Итер († ок. 1163).  С брат му Витекинд II († ок. 1189), граф на Пирмонт той участва в множество битки.
Чрез женитбата му с Луитгард († сл. 1146), дъщеря на граф Попо I фон Райхенбах († сл. 1156) и Берта († сл. 1146), той получава дворец Валдек на Едер. Като Фолквин I фон Валдек той е основател на Дом Валдек. Той е първо привърженик на Хайнрих Лъв.

## Фамилия
Първи брак: през 1144 г. с Луитгард фон Райхенбах и Цигенхайн († сл. 1146/1151), наследничка на Валдек. Бракът е бездетен и те се развеждат през 1161 г.
Втори брак: сл. 1161 г. с Лутруд. Двамата имат децата:
- Видукинд III (* ок. 1162; † 1189 на кръстоносен поход), 1178 граф на Шваленберг, 1184 граф на Валдек
- Херман I (* ок. 1163; † ок. 1224), до 1189 граф на Шваленберг, от 1184 граф на Валдек, умира съвсем беден
- Хайнрих I (* ок. 1165; † 1214), граф на Валдек, ∞ Хезеке фон Дасел († 1220)
- Фолквин (* ок. 1170; † сл. 1243), каноник в Падерборн 1185/1243, приор в Буздорф
- дещеря, омъжена за граф Вернер I фон Батенберг и Витгенщайн († 1215)